# Сизі
Си́зі (рос. Сизые) — присілок у складі Верхошижемського району Кіровської області, Росія. Входить до складу Угорського сільського поселення.
Населення становить 4 особи (2010, 5 у 2002).
Національний склад станом на 2002 рік — росіяни 100 %.